# Campeonato de Wimbledon 1893
La edición 17.º del Campeonato de Wimbledon se celebró entre el 10 de julio y el 20 de julio de 1893 en las pistas del All England Lawn Tennis and Croquet Club de Wimbledon, Londres, Inglaterra.
El cuadro individual masculino lo iniciaron 27 jugadores mientras que el femenino lo iniciaron 7 tenistas.

## Hechos destacados
En la competición individual masculina se impuso el británico Joshua Pim logrando el primer título que obtendría en el torneo al imponerse en la final al británico Wilfred Baddeley.
En la competición individual femenina la victoria fue para la británica Lottie Dod logrando el quinto título que obtendría en Wimbledon al imponerse a la británica Blanche Bingley.

## Palmarés
| Seniors              | Vencedor                | Resultado               | Finalista                  | Finalista |
| -------------------- | ----------------------- | ----------------------- | -------------------------- | --------- |
| Individual masculino | Joshua Pim              | 3–6, 6–1, 6–3, 6–2      | Wilfred Baddeley           |           |
| Individual femenino  | Lottie Dod              | 6–8, 6–1, 6–4           | Blanche Bingley            |           |
| Dobles masculino     | Joshua Pim Frank Stoker | 4–6, 6–3, 6–1, 2–6, 6–0 | Ernest Lewis Harold Barlow |           |

## Cuadros Finales

### Torneo individual  femenino
| Predecesor: 1892                                       | Campeonato de Wimbledon 1893 | Sucesor: 1894                                       |
| Predecesor: Campeonato nacional de Estados Unidos 1892 | Grand Slam 1893              | Sucesor: Campeonato nacional de Estados Unidos 1893 |

- Datos: Q2119713